# Upper Umpqua
Upper Umpqua is een uitgestorven indiaanse taal van de Athabaskische taalfamilie die gesproken werd nabij Roseburg in de Amerikaanse staat Oregon. Samen met Galice-Applegate, Tututni en Tolowa vormt het Upper Umpqua de subgroep van de Oregon-Athabaskische talen. De taal is al meer dan 60 jaar uitgestorven en er is weinig over bekend. De belangrijkste bron van informatie is een woordenlijst van Horatio Hale, gepubliceerd in 1846. Vroeger werd de taal Umpqua genoemd, maar tegenwoordig gebruikt men de naam Upper Umpqua om haar te onderscheiden van het niet verwante Lower Umpqua of Siuslaw.